# Karin H. Veit

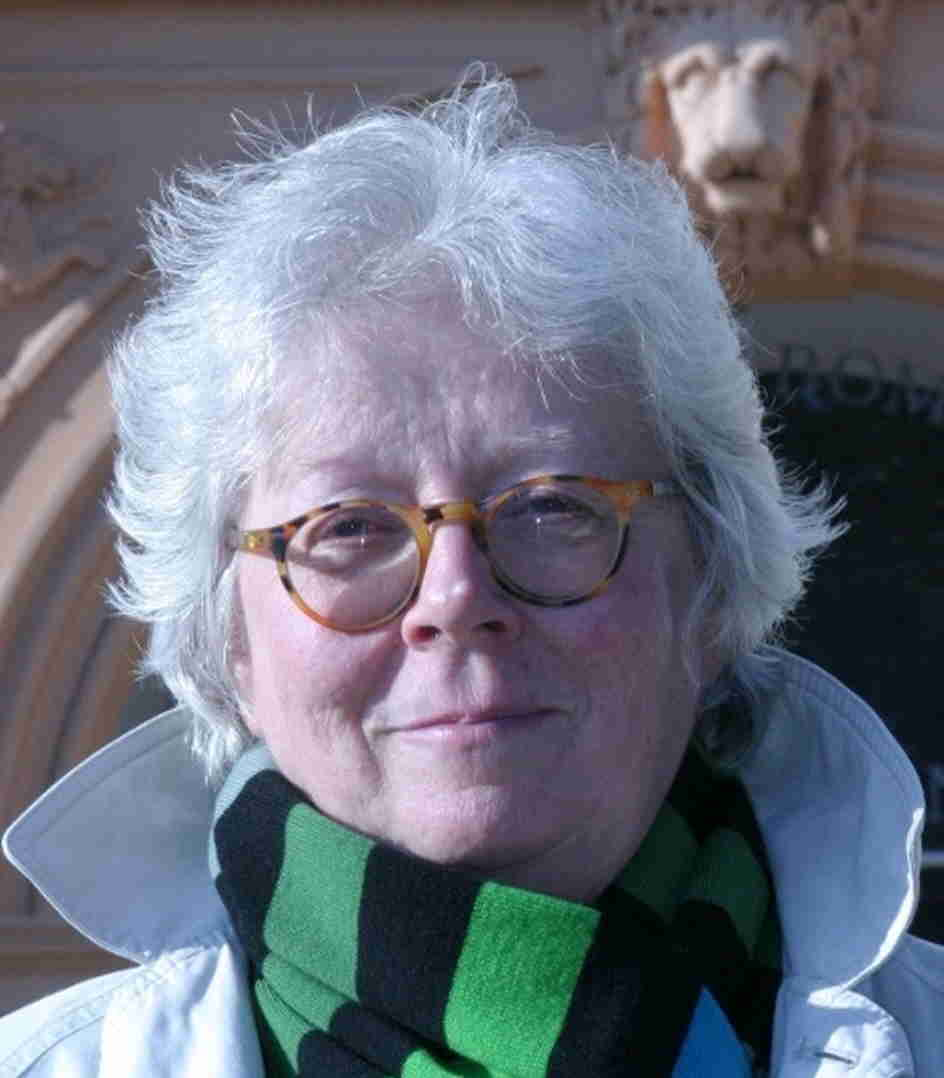
Karin H. Veit

Karin H. Veit (* 1948 in Wien, Österreich) war Intendantin des Schlosstheaters Celle.
Nach dem Abitur am Humanistischen Gymnasium in Wien studierte Karin H. Veit Theaterwissenschaft, Kunstgeschichte, Philosophie und Psychologie (Abschluss: Magister artium). Es folgte ein erstes Engagement als Dramaturgin am Stadttheater Salzburg (Drei-Sparten-Haus). Weitere Stationen ihres Wirkens waren Hamburg, Zürich, Frankfurt am Main. Weiterhin war sie bei der „Konzertdirektion Landgraf“ (Schwerpunkt: Bereich Schauspiel) tätig. Ihr letztes Engagement vor der Intendanz in Celle absolvierte sie von 1994 bis 1998 im Schauspiel Frankfurt (Intendant: Prof. Peter Eschberg) in der Funktion der persönlichen Referentin des Intendanten mit Stellvertreter-Position. Von 1998 bis zu ihrer Kündigung im März 2008 war sie Intendantin des Schlosstheaters Celle.
Veits inhaltlich wie ästhetisch am Tourneetheater der 70er und 80er Jahre orientiertes Programm stieß bei den meist älteren Cellenser Abonnenten auf hohe Akzeptanz, das Schlosstheater konnte aber weder neue Besucherschichten erschließen noch eine überregionale Ausstrahlung erlangen. Hatte der Führungsstil der Intendantin hausintern seit langem immer wieder zu Differenzen geführt, kam es 2008 auch zum Eklat mit dem Trägerverein, als sie dessen Vorsitzenden als „Bürohengst“ und „Prolet“, der „von Theater keine Ahnung“ habe, bezeichnete. Der Celler Oberbürgermeister bezeichnete dies als „unwürdigen Stil“, die Presse spekulierte über den bevorstehenden „Rausschmiss“ der Intendantin, die mit ihrem Verhalten den Umbau des Celler Schlosstheaters verhindern wollte.
Am 12. März 2008 wurde Karin H. Veit die fristlose Kündigung ausgesprochen.
Verheiratet ist Karin H. Veit mit dem Theaterfotografen und Bildjournalisten Stefan Ódry.

## Auszeichnungen
Karin H. Veit erhielt im Mai 2005 das Österreichische Ehrenzeichen für Wissenschaft und Kunst für ihre kulturellen Verdienste im Ausland.